# الحرب العالمية الثانية في الثقافة الشعبية

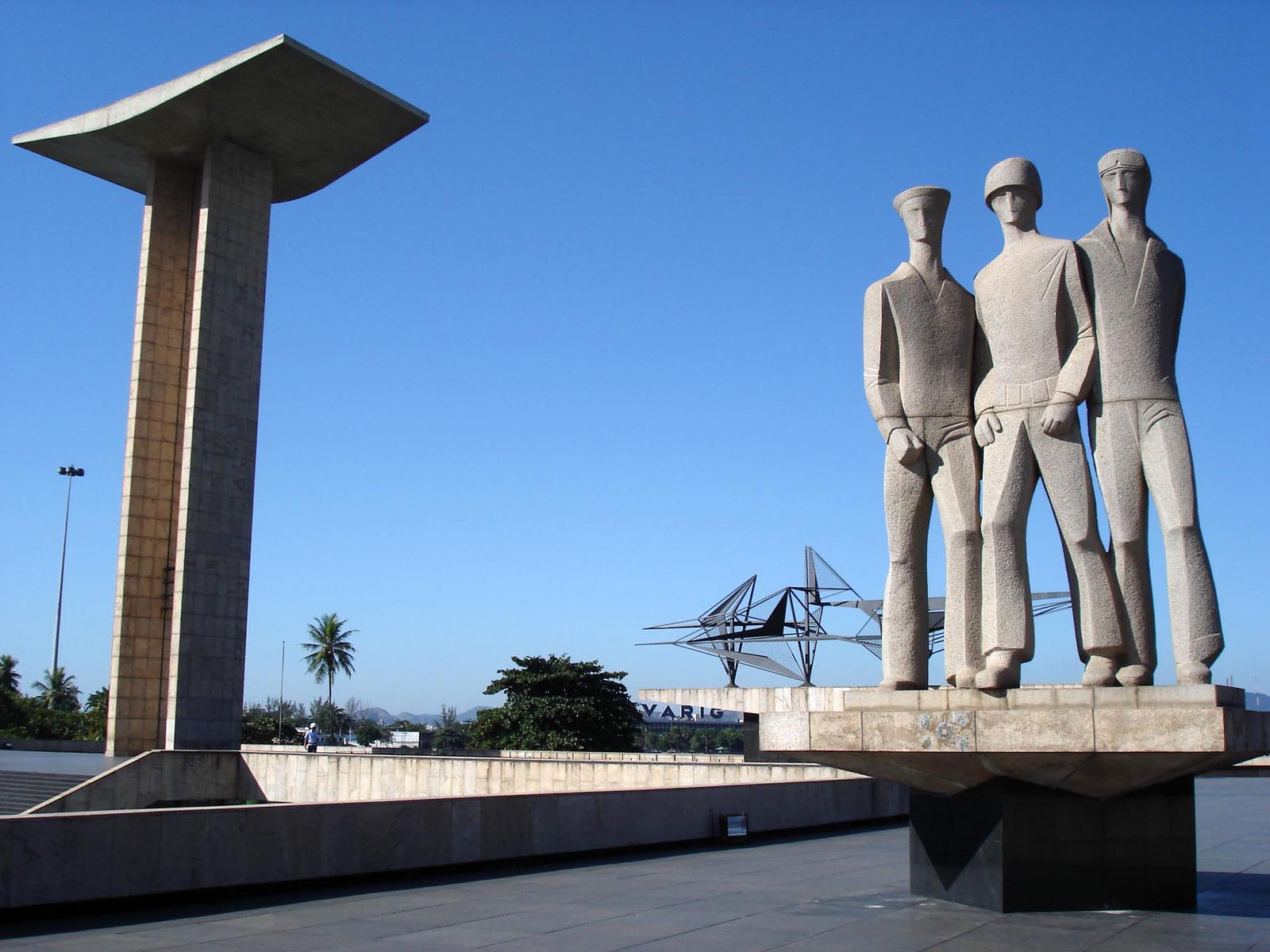
نصب موتى الحرب العالمية الثانية (البرازيل)

توجد مجموعة واسعة من الطرائق التي مَثّل بها الناس الحرب العالمية الثانية في الثقافة الشعبية. إذ انشِئت العديد من الأعمال خلال أيام الصراع، وأطلِقت العديد منها في تلك الفترة من تاريخ العالم.
من الأمثلة المعروفة من كتب الحرب، كتاب كينزابورو اوي (ملاحظات اوكيناوا) الحائز على جائزة نوبل، الذي جُمع في وقتٍ لاحق.

## الفن
مثٌلت سنوات الحرب خلفية للفن الذي يُعرض الآن، ويجري الحفاظ عليه في المؤسسات، مثل: متحف الحرب الامبراطوري في لندن، والمتحف البحري الوطني في غرينتش.
صُمِمت العديد من النصب التذكارية رموزًا للذكرى و أعمالًا فنية مُصممة بِعناية.

## الأدب
تظهر الحرب أيضًا بنحو بارز في الآلاف من الروايات والاعمال الأدبية الأخرى، مُتضمنة العديد من المنشورات في التسعينات والعقد الأول من القرن الحادي والعشرين.

### الشعر
- رحلة عالية (1941) بقلم جون جيليسبي ماجي جونيور (طيار أمريكي حلق مع سرب من الطائرات المقاتلة الكندية خلال معركة بريطانيا).

### دراما
- ميشا: مذكرات سنوات الهولوكوست (1997).
- مشاهدة نهر الراين (1940).
- النصر المجنح (1943).
- السيد روبرتس (1948).
- جنوب المحيط الهادئ (1953).

### الروايات
- هذا فوق كل شيء (1941)، بقلم إريك نايت.
- إوزة الثلج (1941)، بقلم بول جاليكو.
- فتيات هارفي (1942)، بقلم صامويل هوبكنز آدم.
- وُقِّع مع شرفهم (1942)، بقلم جيمس الدريدج.
- الرقيب الخالد (1942)، بقلم جون بروفي.
- السفينة(1942)، بقلم جون بروفي.
- الكثير تحت العد (1943)، بقلم كاثلين هويت.
- الغرفة الخلفية الصغيرة (1943)، بقلم نيجيل بالشين.
- يوميات فتات صغيرة (1955)، بقلم آن فرانك.
- جرس لأدانو (1944)، بقلم جون هيرسي.
- نزهة في الشمس (1944)، بقلم هاري براون.
- معرض وقفت الريح لفرنسا (1944)، بقلم هيربيرت ارنيست بيتس.
- حصلتُ على ماين (1945)، (نُشر لاحقًا باسم المشي في الجحيم)، بقلم ريتشارد جي هوبلر.
- تعال إلى الغبار (1945)، بقلم روبن موغام.
- ثماني ساعات من إنجلترا (1945)، بقلم أنتوني كويل.
- ويليواو (1946)، بقلم جور فيدال.
- حكايات جنوب المحيط الهادئ (1947)، بقلم جيمس أ ميتشنر.
- نهاية حياتي (1947)، بقلم فانس بورجيلي.
- المعرض (1947)، بقلم جون هورن بيرنز.
- الساحل الأخضر الطويل (1947)، (لم ينشر حتى عام 1995)، بقلم جون هيبورث.
- قرار القيادة (1947)، بقلم ويليام ويستر هينز.
- كل رجل يموت وحده (1947)، (نُشر لاحقًا باسم وحيد في برلين)، بقلم هانز فالدا.
- من المدينة، من المحراث (1948)، بقلم ألكسندر بارون.
- ستالينغراد (1948)، بقلم ثيودور بليفيير.
- السيد روبرتس (1948)، بقلم توماس هيجن.
- العراة والموتى (1948)، بقلم نورمان ميلر.
- الأسود الصغيرة (1948)، بقلم إروين شو.
- بلدة مثل أليس (1950)، بقلم نيفيل شوت.
- السرية الشجاعة (1950)، بقلم جوثري ويلسون.
- وجه البطل (1950)، بقلم لويس فالستاين.
- الحافة والنهر (1950)، بقلم توم هانجرفورد (يكتب باسم تي.أي.جي هانجرفورد).
- حرائق على السهل (1951)، بقلم أوكا شوهي.
- البحر القاسي (1951)، بقلم نيكولاس مونسارات.
- تمرد كين (1951)، بقلم هيرمان ووك.
- النظر إلى الأسفل في الرحمة (1951)، بقلم والتر باكستر.
- العشرون ألف لصًا (1951)، بقلم إريك لامبرت.
- الجسر فوق نهر كواي (1952)، بقلم بيير بول.
- سيف الشرف (ثلاثية) (1952-1961)، بقلم إيفلين ووف.
- لن يكون البحر لهم (1953)، بقلم جون هاريس.
- بكاء المعركة (1953)، بقلم ليون يوريس.
- فيلق الملعونين (1953)، بقلم سفين هاسل.
- سمك القرش وسمكة الصغيرة (1954)، بقلم وولفجانج أوت.
- بيئة الشجاعة (1954)، بقلم جون كلير.
- إتش إم إس يوليسيس (1955)، بقلم  أليستير ماكلين.
- بيك أب الكبير (1955)، بقلم إليستون تريفور.
- الجسد الراغب (1955) (نُشر لاحقًا باسم صليب الحديد )، بقلم ويلي هاينريش.
- سرب 633 (1956)، بقلم فريدريك أي سميث.
- انتصار مرير (1956)، بقلم رينيه هاردي.
- الحرب الكبرى (1957)، بقلم أنطون مايرر.
- ليس قليلاً جداً (1957)، بقلم  توم تي غالامس.
- الجليد البارد في أليكس (1957)، بقلم كريستوفر لاندون.
- الجسر (1958)، بقلم جريجور دورفمايست.
- البحر الأزرق الأخير(1959)، بقلم ديفيد دينهولم (يكتب باسم ديفيد فورست).
- طبل الصفيح(1959)، بقلم جونتر كراس.
- محاكمة بالنار(1959)، بقلم ديفيد بايبر (يكتب باسم بيتر توري).
- الحياة والقدر(1959)، بقلم فاسيلي كروسمان.
- المحاربون ليوم العمل(1960)، بقل بيتر إلستوب.
- محاربون بلا لحى (1960)، بقلم ريتشارد ماثيسون.
- ثروات الحرب (سلسلة) (1960-1980)، لاوليفيا مانينغ.
- كاتش_22(1961)، بقلم جوزيف هيلير.
- ضرب الشاطئ! (1961)، بقلم آرثر أي.اجيتون.
- الخط الأحمر الرفيع (1962)، بقلم جيمس جونر.
- الملك رات (1962)، بقلم جيمس كلافل.
- ثم سمعنا صوت الرعد(1962)، بقلم جون أولفير كيلنز.
- ليلة الجنرالات(1962)، بقلم هانز هيلموت كيرست.
- موت اليوم الطويل(1962)، بقلم آلان وايت.
- جندي مقاتل(1962)، بقلم دينيس ليندز.
- مسار الانزلاق(1963)، بقلم  آرثر سي كلارك.